# 卡西尔达伊图里扎尔公园
卡西尔达伊图里扎尔公园（西班牙語：Parque Casilda Iturrizar）是一个公园，位于西班牙巴斯克自治区毕尔巴鄂Indautxu街区的中心。它得名于该市著名的慈善家卡西尔达·伊图里扎尔（1818-1900），她捐赠了这片土地。
直到不久前，它还是该市唯一的绿地。它是100多年前创建的英式花园，完好保存了许多百年老树。

## 景点

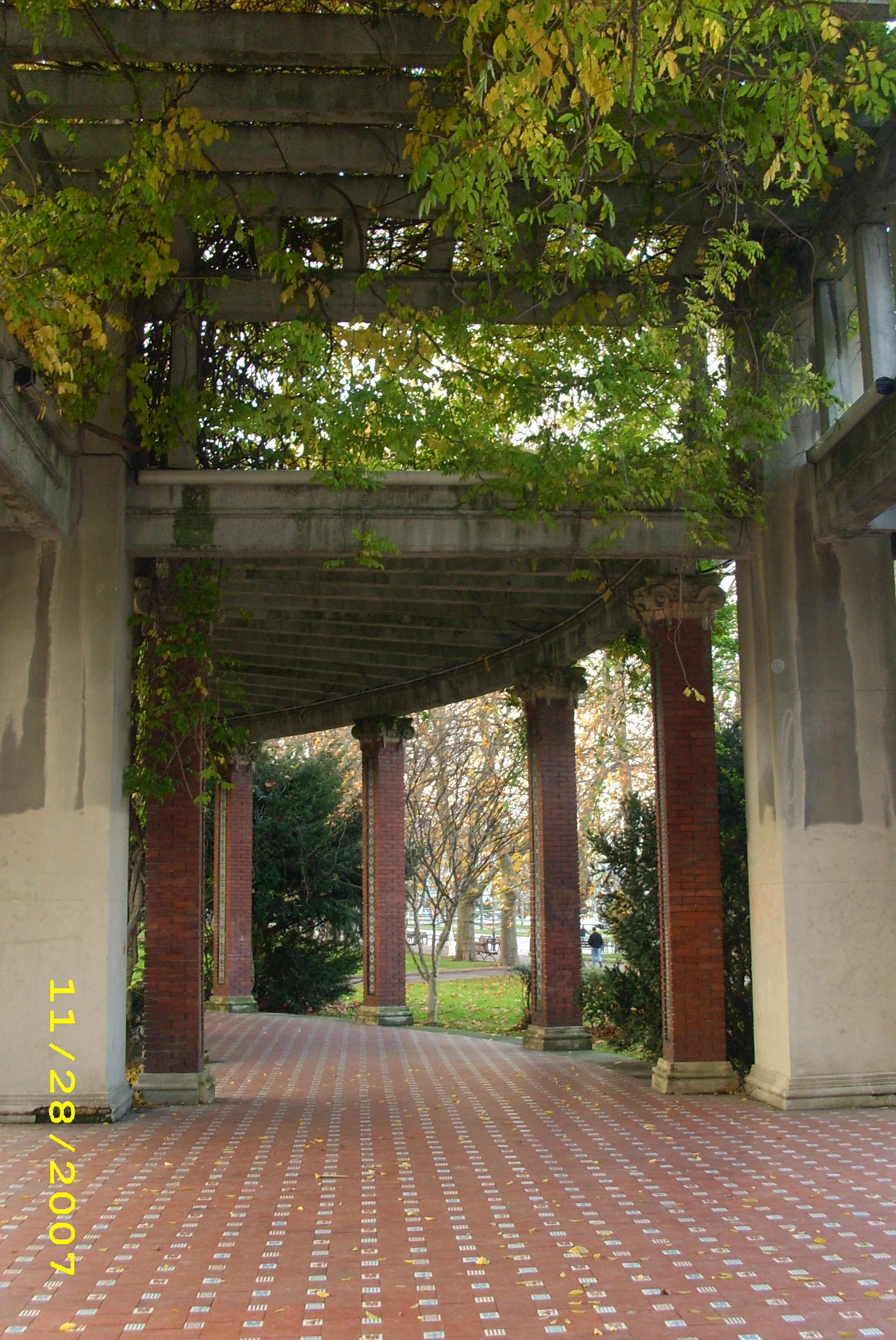
凉亭

公园内有一个鸭池，有各种水禽；由于这个池塘，该公园被当地人称为“鸭公园”（“Parque de los Patos”）。还有一个喷泉，在节假日期间提供声光表演，周围有一个凉亭，以及一个可以举行音乐会的大空间。

## 历史
公园在20世纪失去了一些地方，毕尔巴鄂美术馆完全建在公园内，所谓的“公园路”是一条通往市中心的四车道通道，位于公园北缘。
最近，自2006年以来，Abandoibarra项目使公园得以扩大绿化面积，拆除公园道路，并将公园扩大到原造船厂之上。公园仍然是城市的主要绿地，尽管它不再是唯一的绿地。
43°15′57″N 2°56′28″W / 43.26583°N 2.94111°W